# If (melodie)
If este o baladă R&B a cântăreței Beyoncé. Piesa trebuiea să fie lansată ca ultimul single al albumului, însă a fost anulată. În Marea Britanie a fost lansat Green Light.